# Gibel
Gibel (okzitanisch: Gibèl) ist eine französische Gemeinde mit 388 Einwohnern (Stand: 1. Januar 2022) im Département Haute-Garonne in der Region Okzitanien (vor 2016: Midi-Pyrénées). Sie gehört zum Arrondissement Toulouse und zum Kanton Escalquens. Die Einwohner heißen Gibelains.

## Geographie
Die Gemeinde Gibel liegt an der Grenze zu den Départements Ariège und Aude, etwa 39 Kilometer südsüdöstlich von Toulouse in der Landschaft Lauragais. Umgeben wird Gibel von den Nachbargemeinden Monestrol im Norden, Caignac im Nordosten, Marquein im Osten, Fajac-la-Relenque im Osten und Südosten, Molandier im Südosten, Mazères im Süden, Calmont im Westen sowie Montgeard im Nordwesten. Durch die Gemeinde führt die Autoroute A66.

## Bevölkerungsentwicklung
| Jahr                       | 1962 | 1968 | 1975 | 1982 | 1990 | 1999 | 2010 | 2020 |
| Einwohner                  | 354  | 288  | 223  | 246  | 207  | 261  | 308  | 383  |
| Quellen: Cassini und INSEE |      |      |      |      |      |      |      |      |

## Sehenswürdigkeiten
- Kirche Saint-Antoine
- Haus Coulom, Herrenhaus aus dem 18. Jahrhundert, Monument historique seit 1990

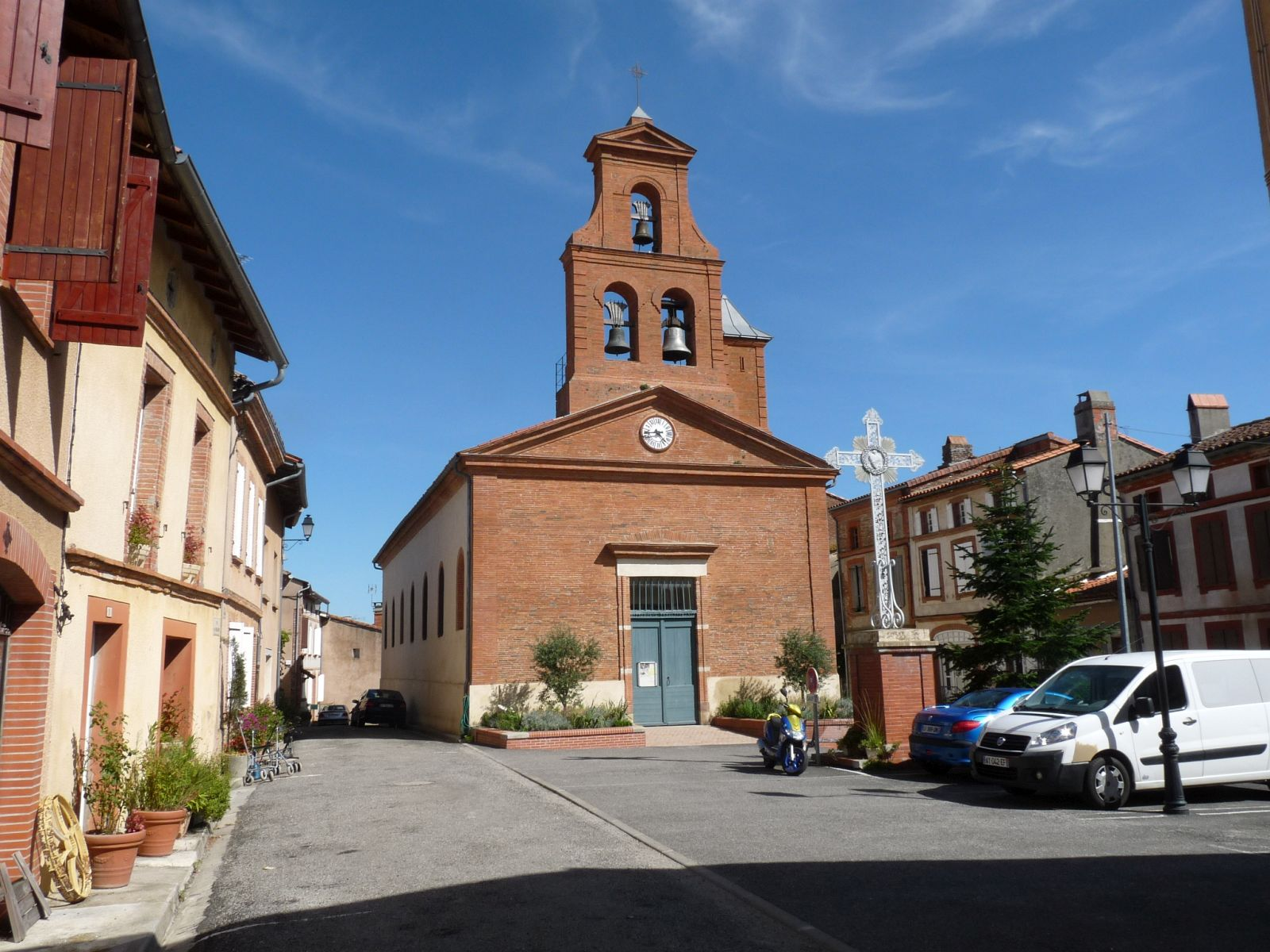
Kirche Saint-Antoine
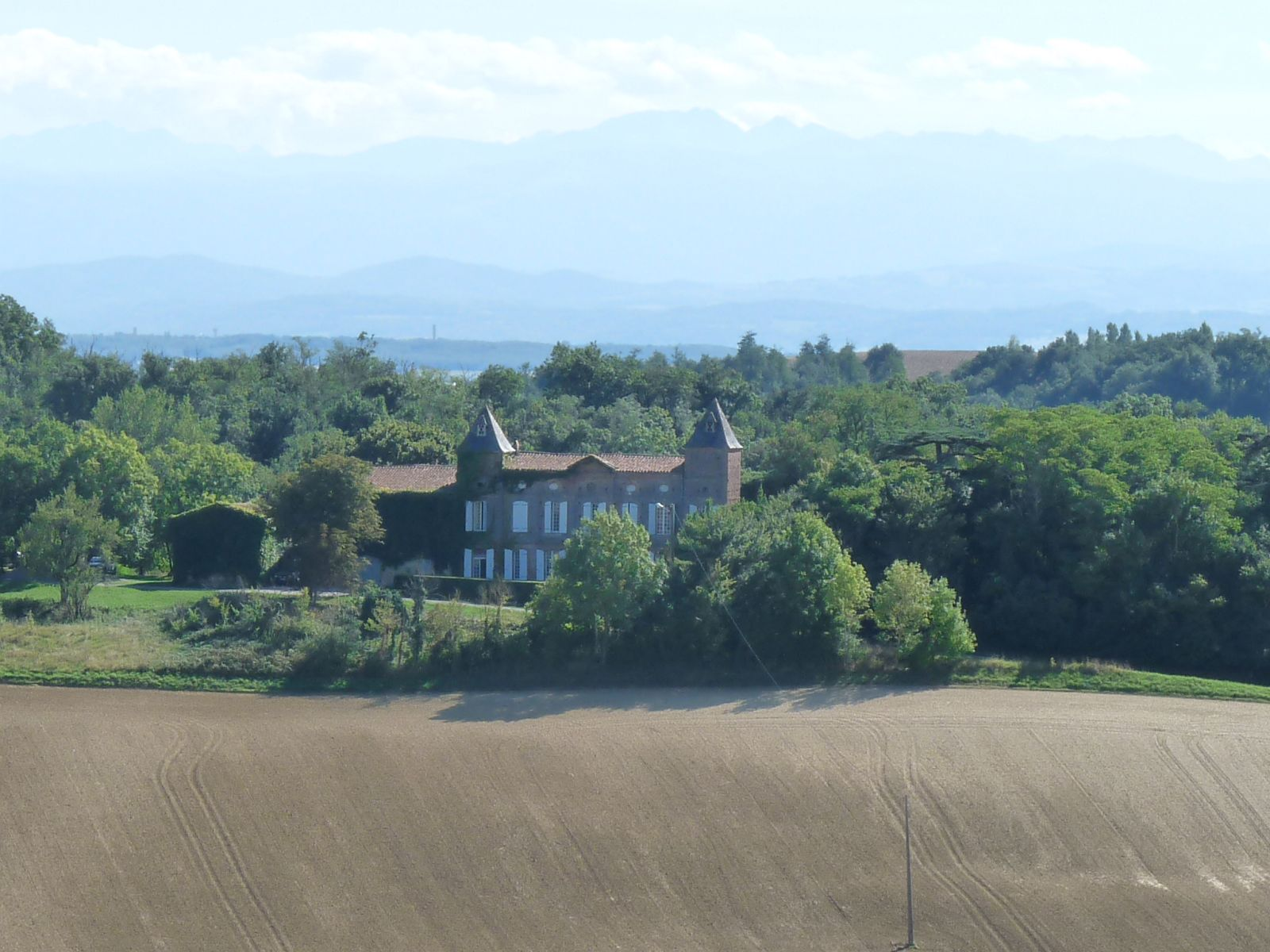
Haus Coulom
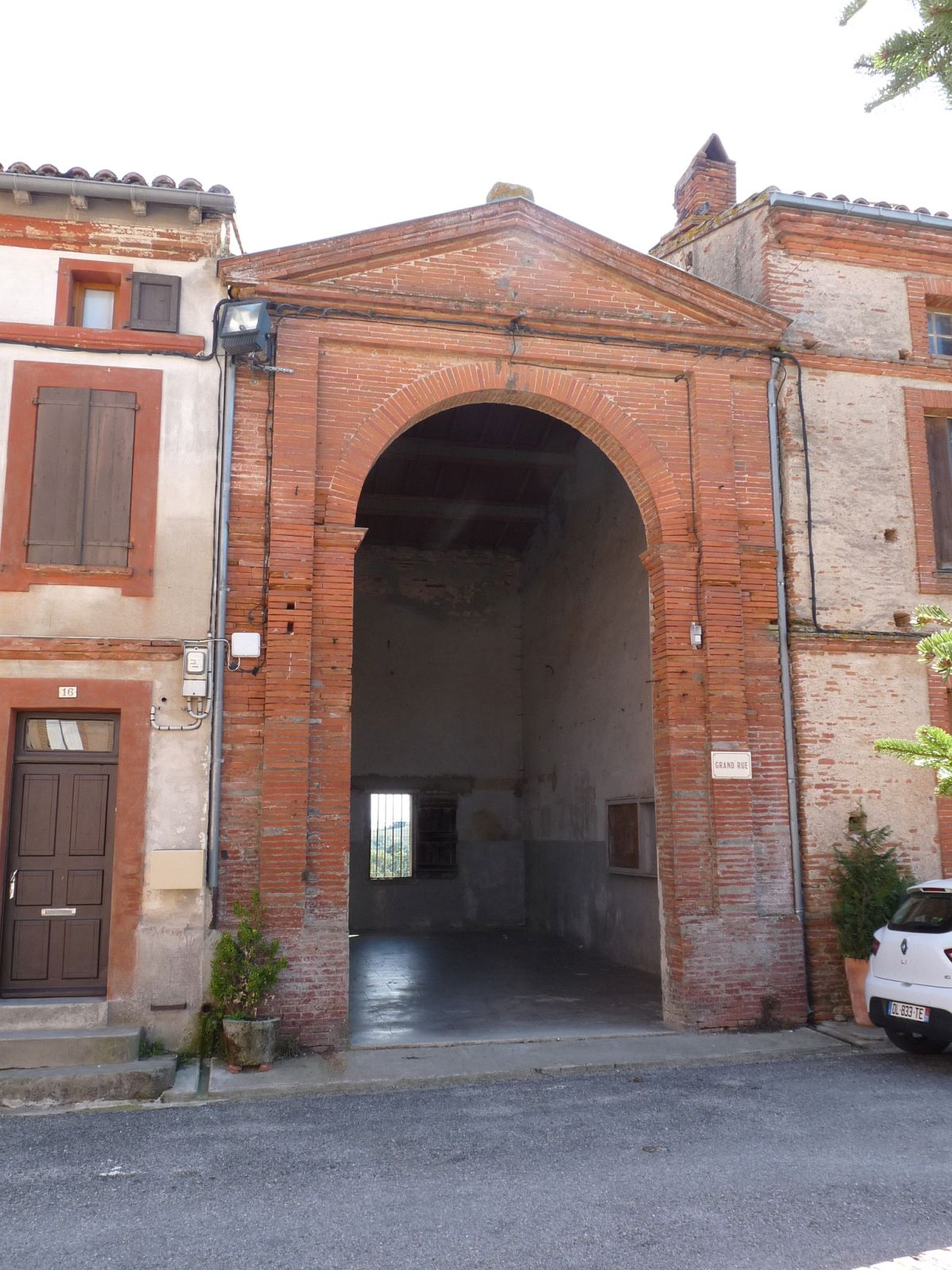
Alte Markthalle
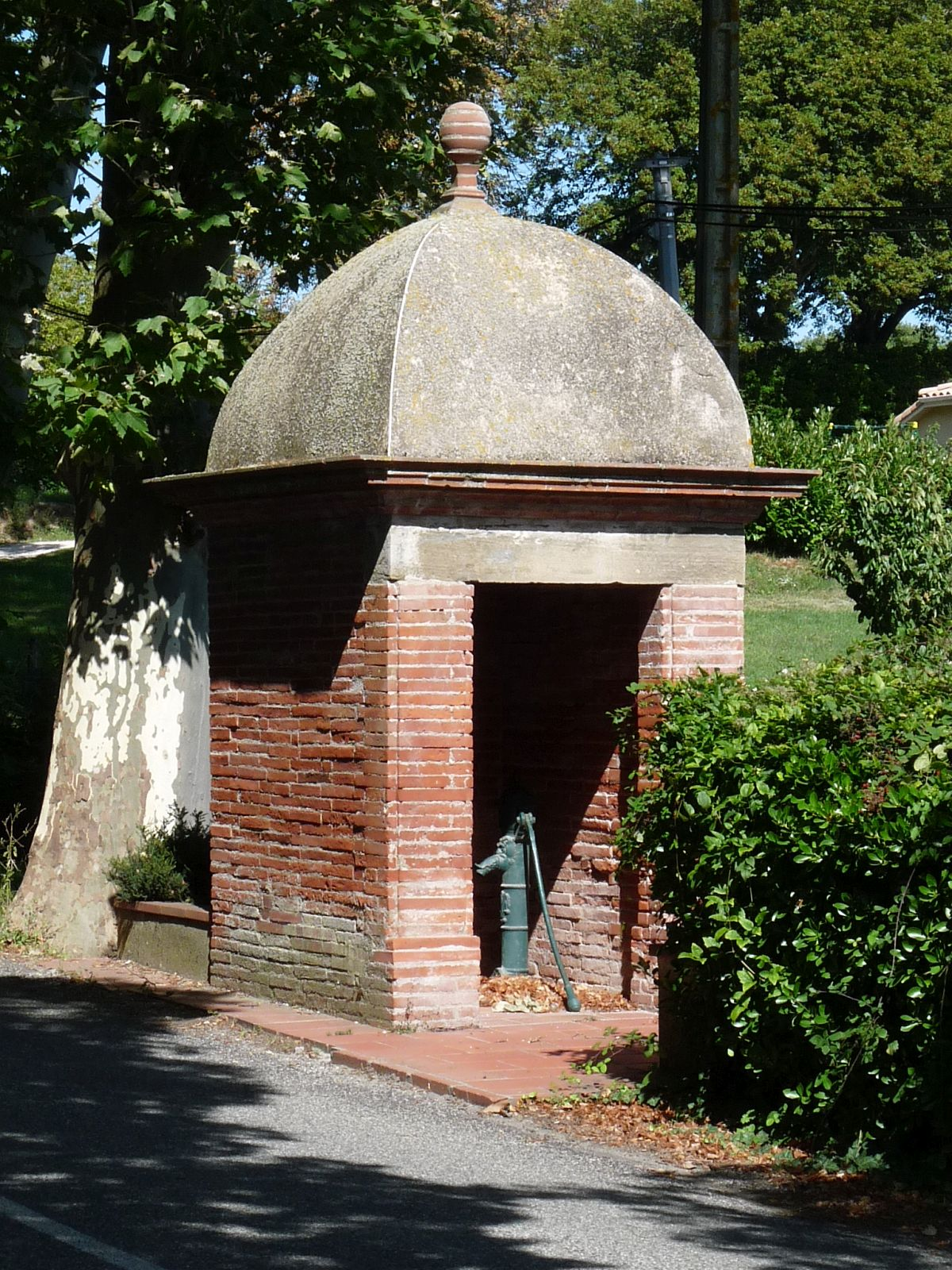
Brunnenhaus
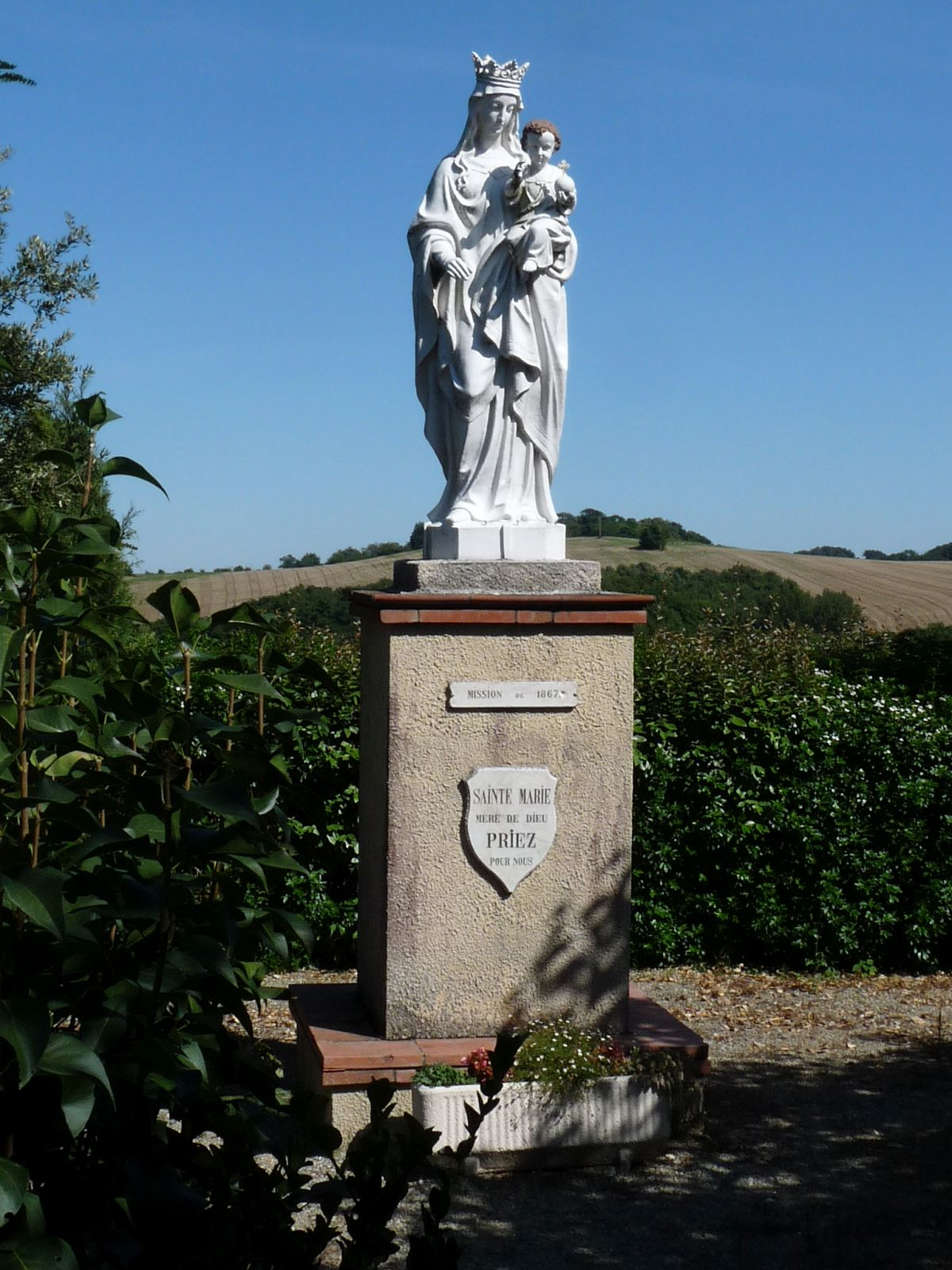
Marienstatue
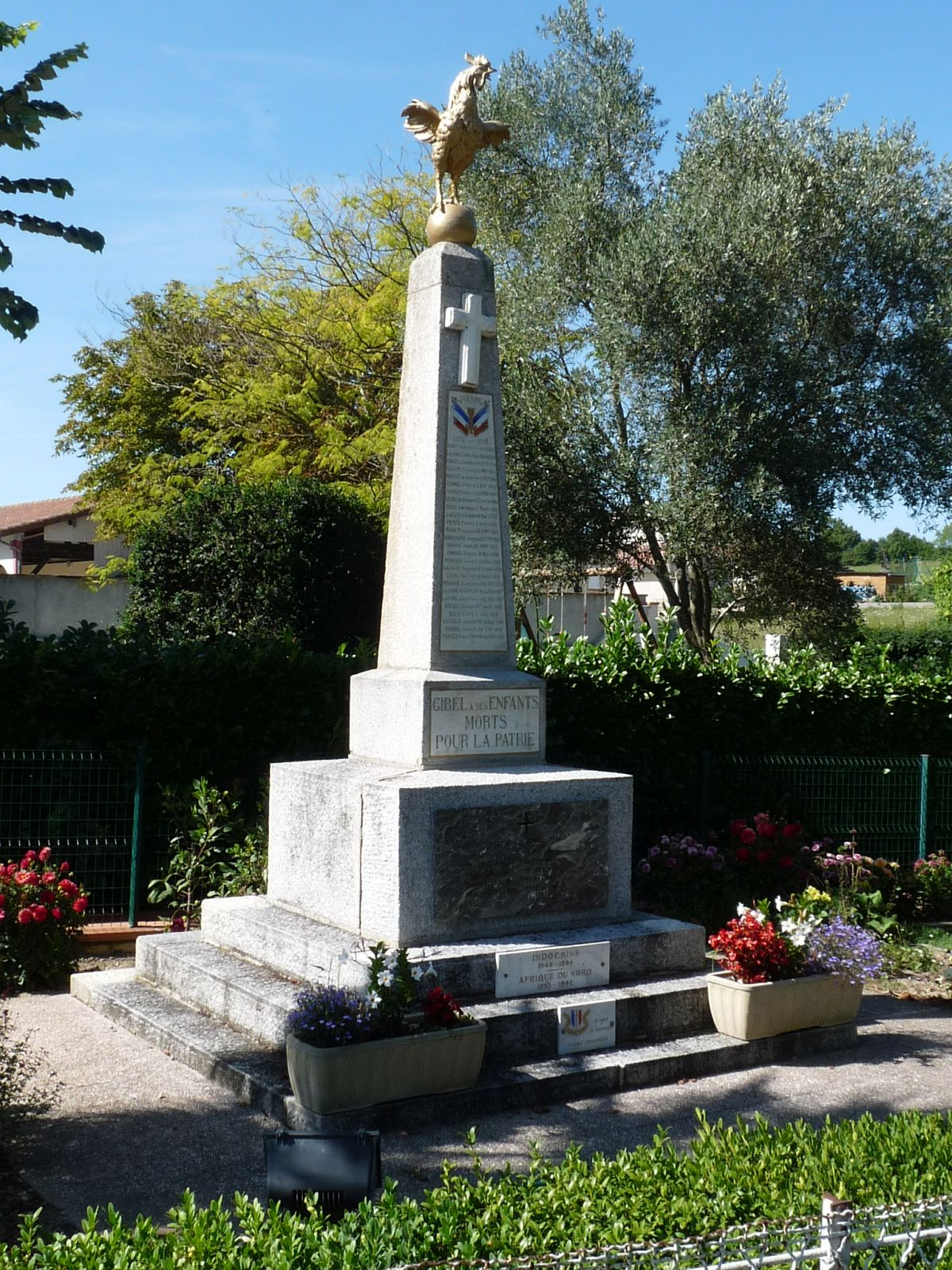
Gefallenendenkmal